# عبد الله بن أبي أمية
عبد الله بن أبي أمية بن المغيرة المخزومي القرشي، صحابي، وابن عمة النبي محمد، وأخو أم سلمة، وأمه عاتكة بنت عبد المطلب.

## نسبه
هو عبد الله بن أبي أمية بن المغيرة بن عبد الله بن عمر بن مخزوم بن يقظة بن مرة بن كعب بن لؤي بن غالب بن فهر بن مالك بن النضر بن كنانة بن خزيمة بن مدركة بن إلياس بن مضر بن نزار بن معد بن عدنان.،
أمّه: عَاتِكَةُ بِنْتُ عَبْدِ المُطَّلِبِ بْنِ هَاشِمِ بْنِ عَبْدِ مَنَافِ بْنِ قُصَيِّ بن كلاب بن مرة بن كعب بن لؤي بن غالب بن فهر بن مالك بن النضر بن كنانة بن خزيمة بن مدركة بن إلياس بن مضر بن نزار بن معد بن عدنان.

## قبل إسلامه
كان أشد قريش عداوة لرسول الله ، وأشدّه مبادَاةً بردّ ما جاء من عند الله، وكان يُعرّض لرسول الله  بالأذى، وهو الذي قال للنبي : ﴿لَن نُّؤْمِنَ لَكَ حَتَّى تَفْجُرَ لَنَا مِنَ الْأَرْضِ يَنبُوعًا. أَوْ تَكُونَ لَكَ جَنَّةٌ مِّن نَّخِيلٍ وَعِنَبٍ فَتُفَجِّرَ الْأَنْهَارَ خِلَالَهَا تَفْجِيرًا. أَوْ تُسْقِطَ السَّمَاءَ كَمَا زَعَمْتَ عَلَيْنَا كِسَفًا أَوْ تَأْتِيَ بِاللَّهِ وَالْمَلائِكَةِ قَبِيلًا. أَوْ يَكُونَ لَكَ بَيْتٌ مِّن زُخْرُفٍ﴾، وكان مؤذيًا للمسلمين جماعةً، وكان يوضع في كل مسير تسيره قريش لقتال رسول الله .

## إسلامه ووفاته
وكان أبو سفيان بن الحارث، وعبد اللّه بن أَبي أُمية قد لقيا رسول الله  بِنِيقِ العُقَاب فيما بين مكة والمدينة، فالتمسا الدخول، فمنعهما، فَكَلَّمته أُم سلمة فيهما؛ فقالت: «يا رسول الله، ابن عمك، وابن عمتك وصهرك»، قال: «لا حاجة لي بهما، أَما ابن عمي فهتك عرضي، وصِهْـرِي قال لي بمكة ما قال»، ثم أَذن لهما فدخلا عليه، فأَسلما وحسن إِسلامهما.
وشهد عبد اللّه مع رسول الله  فتح مكة مسلمًا، وحنينًا، والطائف، ورمي من الطائف بسهم فقتله، ومات يومئذ. وقال ابن حجر العسقلاني: شَهِدَ عبد الله الفَتْحَ وحُنَينًا، واستُشهد بالطائف.

## زوجاته وأبناؤه
كان لعبد الله بن أبي أُمَيّة من الولد: عبدُ الله وسليمانُ دَرَجَ، وأمهما أم عبد الله بنت طارق بن عامر بن سعد بن ربيعة بن يَرْبُوع بن وائلة بن نَصْر بن معاوية. وخديجةُ وأمّها رَيْطَةُ بنت هِشَام بن المُغِيرة بن عبد الله بن عُمر بن مَخْزُوم.